# Grettell Valdéz
Grettell Valdéz Cabrera (Querétaro, 7 de julho de 1976) é uma atriz mexicana. No Brasil, é conhecida por interpretar Renata Lizaldi em Rebelde, Silvana Sanz em Camaleões, Matilde López em Quando Me Apaixono e Maria Zamudio em O Que a Vida Me Roubou.

## Biografia

### Carreira
Participou da telenovela Classe 406, onde interpretava "Daniela". Logo protagonizou a telenovela de 2004, Ángel rebelde. Em 2004 participou da telenovela Rebelde, como Renata, e no ano de 2006 trabalhou na produção dramática Heridas de Amor, como Pamela Altamirano.
Ela participou da versão mexicana de Lola...Érase una Vez com o papel da malvada Carlota (Delfina em floricienta). foi convidada para fazer a vilã Melissa na telenovela Alma de Hierro, e logo depois participou do seriado de terror Mujeres Asesinas, e participou da telenovela, Verano de Amor onde interpreta Perla Gomez.
Em 2009, interpretou o papel antagônico feminino como Silvana na telenovela Camaleones, produzida por Rosy Ocampo e protagonizada por Belinda e Alfonso Herrera.
Já em 2010, interpretou o papel de Matilde na telenovela Cuando me enamoro junto a Silvia Navarro e Juan Soler, e em 2011 co-protagoniza a personagem Zoe em Amorcito corazón. 
Em 2013 interpreta Maria, antagonista em Lo que la vida me robó, onde tenta acabar com a vida dos protagonistas da trama. Por conta das maldades da sua personagem, a atriz já chegou a ser atacada na rua pelas pessoas. 
Em 2015, interpreta a grande vilã Virginia na novela Lo Imperdonable.
Em 2016 interpreta a co-protagonista Cassandra Santos, em Las Amazonas.
Em 2018 interpreta "Jennifer" ou "Jenny" na novela Tenías que ser tu, fazendo triângulo amoroso com Ariadne Díaz e Andrés Palacios.

### Vida Pessoal
No dia 10 de julho de 2004, casou-se em Orlando, Flórida, com o ator Patricio Borghetti, que também participou da telenovela Rebelde e com quem tem um filho chamado Santino. 
Se separaram no princípio de 2010, depois de alguns meses Grettell resolve dar uma nova chance a Patricio, no mesmo ano, eles se separam. Namorou um tempo com o ator Sebastián Zurita.
Atualmente a atriz namora o ator Juan Pablo Gil, com quem contracenou na novela Las amazonas.

## Filmografia

### Telenovelas
- La Historia de Juana (2024) - Jennifer "Jenny" Bravo Sosa
- Reputación dudosa (2022) - María Concepción "Maco"
- Amores que engañan (2022) - Sofi, Ep: Solo una oportunidad
- Buscando a Frida (2021) - Gabriela Pons de Carmona
- Los pecados de Bárbara (2019-2020) - Gloria Pelayo Tovar
- Médicos, línea de vida (2019-2020) - Dra. Ana Caballero
- Tenías que ser tú (2018) - Jenifer "Jenny" Pineda Salgado
- Las amazonas (2016) - Cassandra Santos Luna
- Lo imperdonable (2015) - Virgínia Prado-Castelo Durán
- Lo que la vida me robó (2013-2014) - Maria Zamudio
- Amorcito corazón (2011-2012) - Zoe Guerrero
- Cuando me enamoro (2010-2011) - Matilde "Mati" López
- Camaleones (2009-2010) - Silvana Sanz Arroyo
- Lola, érase una vez (2007-2008) - Carlota Santo-Domingo Torres-Oviedo
- Heridas de amor (2006) - Pamela Altamirano Villamil
- Rebelde (2004-2006) - Renata Lizaldi
- Ángel rebelde (2004) - Lucía Valderrama Covarrubias
- Clase 406 (2002-2003) - Daniela Jiménez Robles
- Por tu amor (1999) - Alejandra Avellán (jovem)
- Ángela (1998-1999) - Eloísa
- Infierno en el paraíso (1999)
- Sin ti (1997)

### Séries
- Tiempo final (2009)
- Mujeres Asesinas 2 (2008) - Marcela González (Capítulo: Sonia, desalmada)
- Mujer, casos de la vida real (2000-2002) - 2 Episódios

## Ligações Externas
- Grettell Valdéz. no IMDb.
- Site Oficial da Grettell Valdéz